# Скорбура (Олт)
Скорбура (рум. Scorbura) насеље је у Румунији у округу Олт у општини Карлогани. Oпштина се налази на надморској висини од 154 m.

## Становништво
Према подацима из 2002. године у насељу је живело 327 становника, од којих су сви румунске националности.